# Петропавловская церковь (Суздаль)

Петропавловская церковь. На заднем плане Александровский монастырь

Вид на Петропавловскую церковь (слева) и Покровский монастырь со стороны Александровского монастыря

Церковь Петра и Павла — православный храм в городе Суздале Владимирской области, памятник архитектуры конца XVII века. Расположен непосредственно у южного, главного входа в Покровский монастырь. Рядом с летней Петропавловской церковью расположена зимняя церковь Николая Чудотворца.

## Расположение
Петропавловская и Никольская церкви расположены на западной, заречной части города, для жителей которой они служили одними из приходских храмов. Однако они расположены непосредственно напротив Святых ворот Покровского женского монастыря и, видимо, были связаны с этой весьма состоятельной обителью. Как и монастырь, храмы расположены на низкой луговой стороне реки Каменка, а центр города расположен на другом, существенно более высоком берегу. На этом высоком берегу, непосредственно напротив, расположен небольшой Александровский монастырь (с восточной стороны). C северной стороны, в некотором отдалении, за Покровским монастырём, но в пределах прямой видимости, высятся стены большого Спасо-Евфимиева монастыря.

## История
Храм построен в 1694 году. В 1712 году он дополнен зимней Никольской церковью. Один из приделов Никольской церкви освящен в честь Святого Алексия. Этот факт можно связать с пребыванием в монастыре Евдокии Лопухиной, бывшей жены Петра I и памятью о казненном царевиче Алексее.
Храм имел пристроенную к паперти колокольню, которая не сохранилась.

## Архитектура
По своим размерам церковь могла бы быть собором. Обширный объём храма перекрыт сомкнутым сводом, на котором стоят пять барабанов с главами. Основной объём храма окружён с запада одноэтажной папертью, а с севера приделом такой же высоты. С северно-западной стороны к паперти примыкала колокольня, которая не сохранилась. Однако эта колокольня предопределила некоторую асимметрию строения. Храм имеет четырёхскатную кровлю. Верхний ярус стен составляет пояс из кокошников — по шесть на каждой стороне. Декоративное убранство храма строгое и относительно скромное. Стены храма расчленены на три части вертикальными лопатками. Между лопатками расположены окна с нарядными наличниками. С запада на паперть ведёт перспективный портал. Барабаны кровли опираются на кокошники.